# Prospect Park (New Jersey)
Prospect Park ist eine Stadt im Passaic County, New Jersey, USA. Das U.S. Census Bureau ermittelte bei der Volkszählung 2020 eine Einwohnerzahl von 6372.

## Geographie
Nach den Angaben des United States Census Bureaus hat die Stadt eine Gesamtfläche von 1,2 km2, wobei keine Wasserflächen miteinberechnet sind.

## Demographie
Nach der Volkszählung von 2000 gibt es 5.779 Menschen, 1.822 Haushalte und 1.432 Familien in der Stadt. Die Bevölkerungsdichte beträgt 4.648,5 Einwohner pro km2. 61,17 % der Bevölkerung sind Weiße, 13,65 % Afroamerikaner, 0,42 % amerikanische Ureinwohner, 3,15 % Asiaten, 0,07 % pazifische Insulaner, 13,70 % anderer Herkunft und 7,84 % Mischlinge. 38,26 % sind Latinos unterschiedlicher Abstammung.
Von den 1.822 Haushalten haben 44,7 % Kinder unter 18 Jahre. 52,7 % davon sind verheiratete, zusammenlebende Paare, 20,0 % sind alleinerziehende Mütter, 21,4 % sind keine Familien, 17,0 % bestehen aus Singlehaushalten und in 6,6 % Menschen sind älter als 65. Die Durchschnittshaushaltsgröße beträgt 3,17, die Durchschnittsfamiliengröße 3,56.
29,6 % der Bevölkerung sind unter 18 Jahre alt, 10,3 % zwischen 18 und 24, 32,8 % zwischen 25 und 44, 18,5 % zwischen 45 und 64, 8,8 % älter als 65. Das Durchschnittsalter beträgt 31 Jahre. Das Verhältnis Frauen zu Männer beträgt 100:90,8, für Menschen älter als 18 Jahre beträgt das Verhältnis 100:84,7.
Das jährliche Durchschnittseinkommen der Haushalte beträgt 46.434 USD, das Durchschnittseinkommen der Familien 49.405 USD. Männer haben ein Durchschnittseinkommen von 31.951 USD, Frauen 26.569 USD. Der Prokopfeinkommen der Stadt beträgt 16.410 USD. 10,0 % der Bevölkerung und 7,9 % der Familien leben unterhalb der Armutsgrenze, davon sind 14,4 % Kinder oder Jugendliche jünger als 18 Jahre und 6,2 % der Menschen sind älter als 65.